# Bồ câu vương miện
Bồ câu vương miện là một nhóm các loài chim thuộc chi Goura trong họ Columbidae. Chi chứa bốn loài chim bồ câu lớn là loài đặc hữu của đảo New Guinea và một vài hòn đảo xung quanh. Các loài cực kỳ giống nhau về ngoại hình và chiếm hữu các vùng khác nhau của New Guinea. Chi này được giới thiệu bởi nhà tự nhiên học người Anh James Francis Stephens vào năm 1819.

## Loài
Chi này chứa 4 loài:
| Image | Danh pháp khoa học | Tên thường gọi                | Phân bố             |
| ----- | ------------------ | ----------------------------- | ------------------- |
|       | Goura cristata     | Bồ câu vương miện miền tây    | tây bắc New Guinea  |
|       | Goura scheepmakeri | Bồ câu vương miện Scheepmaker | đông nam New Guinea |
|       | Goura sclaterii    | Bồ câu vương miện Sclater     | New Guinea          |
|       | Goura victoria     | Bồ câu vương miện Victoria    | New Guinea          |